# Yata-no-Kagami

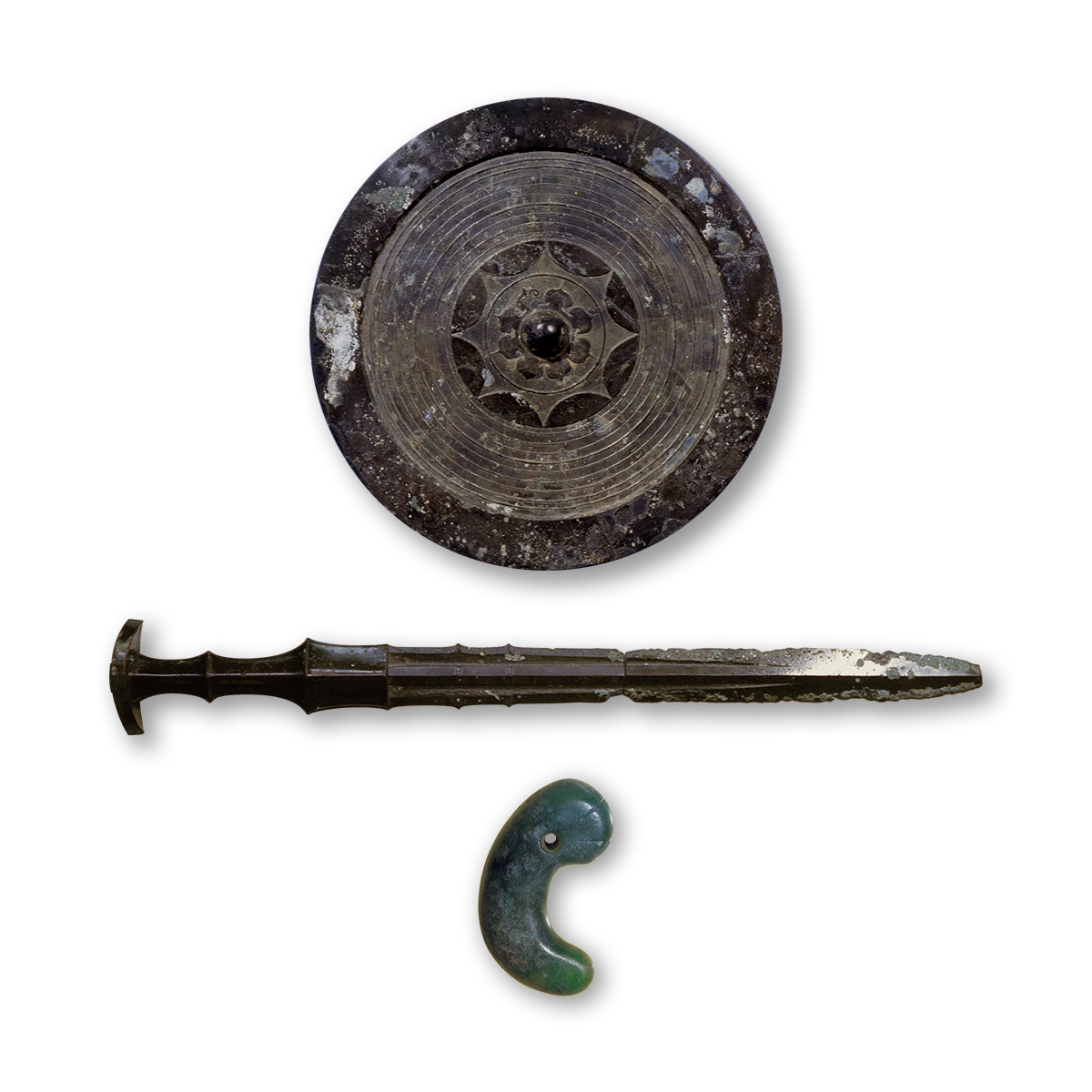
Répliques du trésor impérial du Japon

Le miroir de bronze, Yata-no-Kagami (八咫鏡) est l'un des trois Trésors Sacrés du Japon. Il serait conservé au grand temple d'Ise (伊勢神宮, Ise jingū) dans la préfecture de Mie.
Il symbolise la sagesse et la faculté de comprendre.
Dans la mythologie japonaise, ce miroir et le Yasakani-no-Magatama servirent à faire sortir Amaterasu de la caverne où elle s'enferma à cause de la colère provoquée par les blagues de son frère Susanoo. 
Ils furent ensuite remis, avec l'épée Kusanagi, à Ninigi-no-Mikoto lorsqu'il entreprit de pacifier le Japon. Depuis lors, ces trésors sont propriété de la Maison impériale du Japon.

## Lien Externe
- (en) « The tale of the sacred mirror Yata-no-Kagami »(Archive.org • Wikiwix • Archive.is • Google • Que faire ?)